# Жоликёр (станция метро)
«Жоликё́р» (англ. Jolicoeur, фр. Jolicoeur) — станция Монреальского метрополитена на Зелёной линии. Между станциями «Монк» и «Верден». Обслуживается Монреальской транспортной корпорацией. Расположена в боро Ле-Сюд-Уэст, в  микрорайоне Кот-Сент-Поль. Открыта 3 сентября 1978 года.

## История
«Жоликёр» — станция мелкого заложения с двумя боковыми платформами, с билетной кассой, интегрированной в большой входной павильон со стеклянными стенами. Построена по проекту архитектора Клода Бушера. Половины платформ украшены серией из сорока двух художественных кругов работы архитектора.
Название станции ведёт происхождение от улицы Жоликёр, названной так в 1914 году в честь священника Жана-Мориса Жоликёра, который в 1906 году основал местный приход Нотр-Дам-дю-Перпетюэль-Секур (Богоматери Непрестанной Помощи).

## Рядом
Рядом со станцией располагаются парк Ла-Верендри, канал Акведук, академия Аргайл, школа Кёр-Иммакуле-де-Мари (Непорочного Сердца Марии), Центр отдыха Сент-Рафаэль.

## Транспорт
Рядом со станцией метро нет автобусных остановок. Автобусы Монреальской транспортной корпорации (STM) и Столичной транспортной сети (EXO) обслуживают автобусные остановки на улицах Дрейка и Жоликёр.
 Маршруты STM:  (регулярные) 37 «Жоликёр», 112 «Эрли»; (ночные) 350 «Верден / Ла-Саль».
 Маршруты EXO: (регулярные)  200 «Ангриньон — Колледж Андрэ-Лорендо — Автопарк Жорж-Ганье», или «Экспресс Ла-Саль».